# クリストフ・ヴァルツ
クリストフ・ヴァルツ（Christoph Waltz, 1956年10月4日 - ）は、オーストリア出身の俳優。現在はイギリス・ロンドン在住。

## 生い立ち
ウィーン出身。父親はドイツ人、母親はオーストリア人。ドイツ語、英語、フランス語が堪能。両親はセット・デザイナー。

## キャリア
ウィーンのマックス・ラインハルト演劇学校を経て1970年代後半からはニューヨークのリー・ストラスバーグ演劇研究所で演技を学んだ。舞台俳優としてキャリアをスタートさせ、チューリッヒのシャウシュピールハウス・チューリッヒ、ウィーンのブルク劇場、ザルツブルク音楽祭などで舞台に立った。1980年代から2000年代にかけてはテレビ俳優として多くの作品に出演し、2000年にはドイツのテレビ番組『Wenn man sich traut』で監督デビューした。
2009年、『イングロリアス・バスターズ』（クエンティン・タランティーノ監督）で、一見紳士的ながら腹の中では底知れぬ冷徹さを兼ね揃えているナチス親衛隊のハンス・ランダ役で第62回カンヌ国際映画祭男優賞、第82回アカデミー賞助演男優賞を受賞した。
クリストフについて、タランティーノ本人に「ランダ役は今まで生み出した中で最高のキャラクターの一人だったから、クリストフと同等の俳優がいなければ『イングロリアス・バスターズ』は作れなかったよ」と言わしめた。
この作品で世界的に有名になる前は、生まれも育ちもウィーンという生粋のオーストリア俳優として欧米で活動していたが、実際はドイツ国籍しか保持していないことが判明し、多くのオーストリア国民に大きな衝撃を与えた。この件を受け2010年8月に同国政府から、急遽オーストリア国籍を授与することが決定された。
2013年には、同じタランティーノ監督の『ジャンゴ 繋がれざる者』で二度目のアカデミー賞助演男優賞を受賞した。2014年には、第64回ベルリン国際映画祭の審査員を務めた。また2014年12月1日にはハリウッド・ウォーク・オブ・フェームにその名が刻まれた。
2015年には007シリーズ第24作『007 スペクター』で、犯罪組織スペクターの首領フランツ・オーベルハウザー（エルンスト・スタヴロ・ブロフェルド）役を演じ、2022年公開の『007 ノー・タイム・トゥ・ダイ』までつとめた。
2018年には第75回ヴェネツィア国際映画祭で審査員を務めた。

## 人物
演じる際に必要なのは「どんな役でも、その人物の日常の感覚を考えて、再現することが重要」と話している。

## 主な出演作品

### 映画
| 公開年 | 邦題 原題                                                                               | 役名                                                            | 備考                                                              | 吹き替え                                      |
| ------ | --------------------------------------------------------------------------------------- | --------------------------------------------------------------- | ----------------------------------------------------------------- | --------------------------------------------- |
| 1979   | 戦争のはらわたII Breakthrough                                                           | 救急医療隊員                                                    | クレジットなし                                                    |                                               |
| 1982   | トルスタンとイゾルデ Feuer und Schwert - Die Legende von Tristan und Isolde             | トリスタン                                                      |                                                                   |                                               |
| 2000   | エネミー・アクション2 Queen's Messenger                                                 | ベンサム                                                        | 日本劇場未公開                                                    |                                               |
| 2000   | 私が愛したギャングスター Ordinary Decent Criminal                                       | ピーター                                                        |                                                                   | 菅原淳一                                      |
| 2000   | サバイバル・ゲーム Falling Rocks                                                        | ルイス                                                          | 日本劇場未公開                                                    | 中田和宏                                      |
| 2001   | アッシャ 洞窟の女王 She                                                                 | ヴィンシー                                                      | 日本劇場未公開                                                    |                                               |
| 2003   | マーダー・イン・レッド Jagd auf den Flammenmann                                         | ブリスキー                                                      | テレビ映画                                                        |                                               |
| 2008   | TEN（テン） Das jüngste Gericht                                                         | ペーターズ                                                      | 日本劇場未公開                                                    | （吹き替え版なし）                            |
| 2009   | イングロリアス・バスターズ Inglourious Basterds                                         | ハンス・ランダ                                                  | 第62回カンヌ国際映画祭男優賞受賞 第82回アカデミー賞助演男優賞受賞 | 山路和弘                                      |
| 2011   | グリーン・ホーネット The Green Hornet                                                   | ベンジャミン・チュドノフスキー                                  |                                                                   | 安原義人                                      |
| 2011   | 恋人たちのパレード Water for Elephants                                                  | オーガスト・ローゼンブルース                                    |                                                                   | 内田直哉                                      |
| 2011   | おとなのけんか Carnage                                                                  | アラン・カウアン                                                |                                                                   | 山路和弘                                      |
| 2011   | 三銃士/王妃の首飾りとダ・ヴィンチの飛行船 The Three Musketeers                          | リシュリュー枢機卿                                              |                                                                   | 小川真司（劇場公開版） 千葉繁（テレビ朝日版） |
| 2012   | ジャンゴ 繋がれざる者 Django Unchained                                                  | ドクター・キング・シュルツ                                      | 第85回アカデミー賞助演男優賞受賞                                  | 山路和弘                                      |
| 2013   | メアリーと秘密の王国 Epic                                                               | マンドレイク                                                    | 声の出演                                                          | 郷田ほづみ                                    |
| 2013   | ゼロの未来 The Zero Theorem                                                             | コーエン・レス                                                  |                                                                   | 山路和弘                                      |
| 2014   | ザ・マペッツ2/ワールド・ツアー Muppets Most Wanted                                      | 本人役                                                          |                                                                   | （吹き替え版なし）                            |
| 2014   | モンスター上司2 Horrible Bosses 2                                                       | バート・ハンソン                                                | 日本劇場未公開                                                    | 安原義人                                      |
| 2014   | ビッグ・アイズ Big Eyes                                                                 | ウォルター・キーン                                              |                                                                   | 内田直哉                                      |
| 2015   | 007 スペクター Spectre                                                                  | フランツ・オーベルハウザー / エルンスト・スタヴロ・ブロフェルド |                                                                   | 山路和弘                                      |
| 2016   | ターザン:REBORN The Legend of Tarzan                                                    | レオン・ロム                                                    |                                                                   | 山路和弘                                      |
| 2017   | チューリップ・フィーバー 肖像画に秘めた愛 Tulip Fever                                   | コルネリス                                                      |                                                                   | 玉野井直樹                                    |
| 2017   | ダウンサイズ Downsizing                                                                 | ドゥシャン・ミルコヴィッチ                                      |                                                                   | 山路和弘                                      |
| 2018   | アリータ: バトル・エンジェル Alita: Battle Angel                                        | ダイソン・イド博士                                              |                                                                   | 森川智之                                      |
| 2019   | Georgetown                                                                              | Ulrich Mott                                                     | 兼監督                                                            | N/A                                           |
| 2020   | モースト・デンジャラス・ゲーム Most Dangerous Game                                      | マイルズ・セラーズ                                              |                                                                   | 山路和弘                                      |
| 2020   | サン・セバスチャンへ、ようこそ Rifkin's Festival                                        |                                                                 |                                                                   | （吹き替え版なし）                            |
| 2021   | 007/ノー・タイム・トゥ・ダイ No Time to Die                                             | エルンスト・スタヴロ・ブロフェルド                              |                                                                   | 山路和弘                                      |
| 2021   | フレンチ・ディスパッチ ザ・リバティ、カンザス・イヴニング・サン別冊 The French Dispatch | ポール・デュヴァル                                              |                                                                   | 岩崎征実                                      |
| 2022   | ギレルモ・デル・トロのピノッキオ Guillermo del Toro's Pinocchio                         | ヴォルペ伯爵                                                    | Netflixオリジナル映画 声の出演                                    | 山路和弘                                      |
| 2022   | The Portable Door                                                                       | ハンフリー・ウェルズ                                            | ポストプロダクション                                              |                                               |
| 2025   | Frankenstein                                                                            | プレトリアス博士                                                | ポストプロダクション                                              |                                               |
| TBA    | Dead for a Dollar                                                                       | マックス・ボーランド                                            | ポストプロダクション                                              |                                               |
| TBA    | Dracula - A Love Tale                                                                   |                                                                 |                                                                   |                                               |

### テレビ
| 放映年 | 邦題 原題                                    | 役名             | 備考                                                | 吹き替え |
| ------ | -------------------------------------------- | ---------------- | --------------------------------------------------- | -------- |
| 2013   | サタデー・ナイト・ライブ Saturday Night Live | ホスト           | 「Christoph Waltz/Alabama Shakes」                  | N/A      |
| 2021   | ステージド Staged                            | 本人役           | 第2シーズン第5話「イボイノシシとマングース: PART1」 | 森川智之 |
| 2023   | コンサルタント The Consultant                | リジャス・パトフ | 計8話出演                                           | 大塚芳忠 |

## 主な受賞
『イングロリアス・バスターズ』 Inglourious Basterds （2009年）
- 第82回アカデミー賞 助演男優賞
- 第62回カンヌ国際映画祭 男優賞
- 第67回ゴールデングローブ賞 助演男優賞
- 第63回英国アカデミー賞 助演男優賞
- 第14回サテライト賞 助演男優賞
- 第16回全米映画俳優組合賞 助演男優賞
- 第5回オースティン映画批評家協会賞 助演男優賞
- 第15回クリティクス・チョイス・アワード 助演男優賞
- 第35回ロサンゼルス映画批評家協会賞 助演男優賞
- 第75回ニューヨーク映画批評家協会賞 助演男優賞
- 第14回サンディエゴ映画批評家協会賞 助演男優賞
- 第44回全米映画批評家協会賞 助演男優賞
- 第8回ワシントンD.C.映画批評家協会賞 助演男優賞
- ハリウッド映画祭 助演男優賞
- ボストン映画批評家協会賞 助演男優賞
- サウスイースタン映画批評家協会賞 助演男優賞

『ジャンゴ 繋がれざる者』 Django Unchained （2012年）
- 第85回アカデミー賞 助演男優賞
- 第66回英国アカデミー賞 助演男優賞
- 第70回ゴールデングローブ賞 助演男優賞
- 第17回サンディエゴ映画批評家協会賞 助演男優賞
- 第8回オースティン映画批評家協会賞 助演男優賞
- 第9回セントルイス映画批評家協会賞 助演男優賞
- セントラルオハイオ映画批評家協会賞 助演男優賞
- ブラック映画批評家協会賞　助演男優賞

## 日本語吹き替え
『イングロリアス・バスターズ』のハンス・ランダ役で初担当し、『007 シリーズ』の第24作目である『007 スペクター』のエルンスト・スタヴロ・ブロフェルド役を担当してからは山路和弘が大半の作品で声を担当している。
『ターザン:REBORN』の音響監督を担当した羽田野千賀子は山路のヴァルツを「山路さんはアテている感じがしない。 画面に映っている人物がそのまま喋ってるように聞こえる。理想の吹替だ。」と絶賛しており関係者からの評価も高い。
山路自身も吹き替えをさせて貰えるだけで嬉しい役者の一人としてヴァルツの名前を挙げている（詳細は山路のページを参照）。
このほかにも、安原義人、内田直哉、森川智之、大塚芳忠なども複数回、声を当てている。